# ウィッシング・トゥリー
ウィッシング・トゥリー（The Wishing Tree）は、マリリオンのギタリストであるスティーヴ・ロザリーと、アメリカ合衆国のボーカリストであるハンナ・ストバートによる音楽プロジェクト。デビュー・アルバム『カーニヴァル・オブ・ソウルズ』は1996年にリリースされ、セカンド・アルバム『Ostara』は2009年3月23日にリリースされた。

## 略歴
ロザリーは1985年以来、女性ボーカリストとのアコースティック・プロジェクトのスタートに興味を示していた。ロザリーがボーカリストに据えることを最初に検討したのは、ゴシック・ロック・グループのオール・アバウト・イヴのリードシンガー、ジュリアンヌ・リーガンであった。その後、その声がアニー・ハズラムをロザリーに連想させた、The Escape Club（エスケイプ・クラブではない）と呼ばれるバンドの女性歌手とチームを組む試みは、個人的なレベルではうまくいかなかったため失敗した。マリリオンが1993年にドルドーニュにあるマイルス・コープランドのシャトー・マルアットでアルバム『ブレイヴ』を録音していたとき、コープランドがロザリーに彼のレーベル「ノー・スピーク」でインストゥルメンタル・ソロ・アルバムを録音するための「相当額」をもってオファーした。ロザリーは申し出を受け入れなかったが、それによりソロ・プロジェクトへの関心を新たにしたのだった。1994年の『ブレイヴ』のツアー中、ロザリーはフランス語とイタリア語の学生であるハンナ・ストバートからアプローチを受け、彼女は「She Moved Through the Fair」やトーリ・エイモスの「Me and a Gun」を含むデモテープを彼に渡した。ロザリーは喜び、ストバートと共に彼の新しいホーム・スタジオでさらなるデモのレコーディングを始めた。1995年のアルバム『アフレイド・オブ・サンライト』をマリリオンがEMIから発表した後、アルバム『ディス・ストレンジ・エンジン -遠い記憶に-』（1997年）の作業を始める前に、バンド・メンバーたちはソロ・プロジェクトを進めていった。1996年初頭の2週間、ロザリーはボーカルにストバート、ベースにマリリオンのピート・トレワヴァス、ドラムとキーボードにエンチャントのポール・クラディックを迎え、アコースティックなマテリアルを録音した。音楽はすべてロザリーとストバート（追加のボーカル・メロディ）が作曲し、歌詞はレギュラーでマリリオンのコラボレーターを務めているジョン・ヘルマーが書いた。ほとんどの曲はそのときに書かれたものだが、一握りの曲はより長い歴史を持っていた。「Nightwater」はアルバム『美しき季節の終焉』で、スティーヴ・ホガースがヘルマーの歌詞を「ゴシックすぎる」と拒否したものであり、「Midnight Snow」のコーラスと「Evergreen」は、アルバム『楽園への憧憬』（1991年）と『旅路の果て』（1987年）のセッション中にそれぞれ書かれたものだった。
結果として産み出されたアルバムは、同じタイトルのホラー映画『恐怖の足跡』(Carnival of Souls)にちなんで『カーニヴァル・オブ・ソウルズ』と名付けられた。プロジェクト名は、テンギズ・アブラゼの映画『希望の樹』(The Wishing Tree、別名The Tree of Desire)に触発されたものだった。アルバムをサポートするツアーは行われなかったが、バンドはマリリオンのイタリアにおけるファンクラブのためのコンサートにライブ出演した。彼らはイタリアのテレビにも出演している。
『カーニヴァル・オブ・ソウルズ』のリリース後、ロザリーはマリリオンと共に主となる仕事に戻り、ウィッシング・トゥリーを無期限の中断とした。ストバートは大学での研究を終え、ポール・クラディックと結婚し、ジャーナリストとしてカリフォルニアに定住した。1999年、ソニー・ミュージックが別のウィッシング・トゥリーによるアルバムに関心を示したため、ロザリーとストバート/クラディックは、ロザリーが「ポーティスヘッドとアラニス・モリセットの交差」と表現したいくつかのデモを録音した。しかし、ロザリーがマリリオン以外の大規模な契約に署名するのをためらったため、ソニーは最終的に興味を失ってしまった。それでも、ロザリーとストバートは一緒に作業を続けた。2002年、バンドはファンクラブ・コンベンション（マリリオン・ウィークエンド）にて演奏を行った。
ウィッシング・トゥリーのセカンド・アルバム『Ostara』は、2009年3月23日に「marillion.com」を通じてリリースされた。最初の1000枚にはスティーヴとハンナによるサインがされている。アルバム収録曲の1つである「Hollow Hills」は、アルバムの他のクリップとともに、ウェブページからダウンロードできるよう事前にリリースされた。

## ディスコグラフィ

### アルバム
- 『カーニヴァル・オブ・ソウルズ』 - Carnival Of Souls (1996年)
- Ostara (2009年)